# Кантрі-блюз
Кантрі-блюз (Country blues, від англ. country — сільська місцевість) — найраніша форма блюзу, що з'явилася у 1890-х роках. На відміну від класичного блюзу, що мав переважно міське побутування, кантрі-блюз оснований на сільському музичному фольклорі чорношкірого населення США. Кантрі-блюз мав ряд регіональних форм, зокрема у Детройті, Техасі, П'єдмонті («п'єдмонтський блюз»), Луїзіані, Східному узбережжі («Блюз східного узбережжя»), Новому Орлеані, Канзасі («канзаський блюз») та інших регіонах США.
Улюбленим інструментом музикантів кантрі-блюзу стала гітара, привезена чорними невільниками з Мексики. Також часто використовують скрипку, банджо, губну гармоніку, рідше через великі габарити використовують піаніно.
Тексти перших кантрі-блюзових композицій оповідали про життя простих чорношкірих невільників, поступово тематика пісень розширялася. Разом з тим і музика ставала складнішою, використовували більше інструментів, а пісні ставали довшими.
Кантрі-блюзові музиканти спочатку мали складну долю. У пошуках заробітку вони були змушені вести бродячий спосіб життя, нерідко переслідувані власниками ферм і плантацій, граючи на танцях чи пікніках.
Серед відомих виконавців кантрі-блюзу: Санні Террі, Сан Хаус, Чарлі Паттон, Томмі Джонсон, Роберт Джонсон, Блайнд Лемон Джефферсон, Блайнд Віллі Мактелл, Сліпі Джон Естес, Фред Макдауелл, Роберт Піт Вільямс, Скіп Джеймс, Букка Вайт, Барбекю Боб, Кокомо Арнольд